# Belvosia cuculliae
Belvosia cuculliae là một loài ruồi trong họ Tachinidae.